# David Caruso
David Stephen Caruso (Forest Hills, Nueva York; 7 de enero de 1956) es un actor estadounidense retirado. Es conocido por interpretar al teniente Horatio Caine en la serie de CBS CSI: Miami.

## Biografía
Su primer papel fue en la película An Officer and a Gentleman en 1982, el mismo año en el que interpretó a Mitch, un policía en Rambo: First Blood (la 14° película protagonizada por Sylvester Stallone). Caruso saltó a la fama en 1993 al interpretar al detective John Kelly en la serie Policías de Nueva York. Tuvo una destacada interpretación en el thriller con contenido sexual Jade junto a Linda Fiorentino.
En 2000, Caruso obtiene un papel de actor secundario en la película Prueba de vida. En 2001, protagoniza la película Session 9.
En 2002, David Caruso comenzó a interpretar al personaje Horatio Caine desde el estreno del spin-off de CSI, CSI: Miami, donde destacó por dar aires renovados y un toque moderno y dinámico al clásico jefe de policía, muy al estilo del género de agentes secretos: sin ser esta la auténtica temática de la serie, le ganó millones de seguidores. Con 232 episodios y 10 temporadas exitosas, la CBS decidió cancelar la serie el 13 de mayo de 2012.
David Caruso tiene una hija, Greta, con su segunda esposa, Rachel Ticotin, y dos hijos, Márquez Anthony y Paloma Raquel. En 1983, Ticotin se casó con David Caruso. En 1989 se divorció de él.

## Filmografía

### Cine
- Rambo (1982)
- Ladrón de pasiones (1984)
- Alien Encounters (1981)
- An Officer and a Gentleman (1982)
- First Blood  (Rambo: Acorralado) (1982)
- Thief of Hearts (1984)
- Blue City (1986)
- Twins (1988)
- El rey de Nueva York (1990)
- Mission of the Shark: The Saga of the U.S.S. Indianapolis (1991)
- Hudson Hawk (1991)
- Mad Dog and Glory (La chica del gángster, 1993)
- Judgment Day: The John List Story (1993)
- Jade (1995)
- Kiss of Death (El beso de la muerte, 1995)
- Cold Around the Heart (1997)
- Body Count (1998)
- Prueba de vida (2000)
- Session 9 (2001)
- Black Point (Engaño mortal, 2002)

### Televisión
- Palmerstown, U.S.A. (1981) (1 episodio)
- Tiempos locos (1981)
- Canción triste de Hill Street (1981-1983), Tommy Mann
- CHiPs (1983), Charlie (1 episodio)
- T. J. Hooker (1983), Russ Jennings (1 episodio)
- For Love and Honor (1983), Rusty (Telefilme)
- For Love and Honor (1983), Rusty Burger (1 episodio)
- Crime Story (1986-1988), Johnny O'Donnell (4 episodios)
- Participó como extra en el vídeo de Desireless "Voyage, voyage" en 1987
- Policías de Nueva York (1993-1994), Det. John Kelly
- Michael Hayes (1997), Michael Hayes
- CSI: Crime Scene Investigation (2002), Horatio Caine (1 episodio)
- CSI: Miami (2002-2012), Horatio Caine (232 episodios)
- CSI: New York (2004-2005), Horatio Caine (2 episodios)

- Datos: Q294901
- Multimedia: David Caruso / Q294901